# Кевен Шлоттербек
Кевен Маттео Шлоттербек (нім. Keven Matteo Schlotterbeck, нар. 28 квітня 1997, Вайнштадт, Німеччина) — німецький футболіст, центральний захисник клубу «Аугсбург».

## Ігрова кар'єра

### Клубна
Кевен Шлоттербек починав свою клубну кар'єру в клубі аматорського рівня ТСГ «Бакнанг». У 2017 році він приєднався до клубу «Фрайбург». І 3 лютого 2019 року у виїзному матчі проти «Штутгарта» зіграв свою першу гру на професійному рівні.
Сезон 2019/20 Шлоттербек провів в оренді в берлінському «Уніоні», після чого знову повернувся до «Фрайбурга».
2 січня 2023 року захисника знову відправили в оренду — до кінця сезону в «Бохум». Після повернення до «Фрайбурга» Шлоттербек не знайшов собі місце в основі команди і знову на весь сезон відправився в оренду до «Бохума». Після оренди, в червні 2024 року футболіст підписав трирічний контракт з клубом Бундесліги «Аугсбургом».

### Збірна
У 2021 році Шлоттербек провів три матчі у складі олімпійської збірної Німеччини на літніх Олімпійських іграх у Токіо.

## Особисте життя
Молодший брат Кевена — Ніко також професійний футболіст. Гравець дортмундської «Боруссії» та національної збірної Німеччини.